# Ángel Cazorla Olmo
Ángel Cazorla Olmo (Santa Cruz de Marchena, 1930-La Línea de la Concepción, 7 de junio de 2023) fue un escritor, novelista, poeta y traductor español.

## Biografía
Nacido en el seno de una familia humilde dedicada a la agricultura, desde pequeño, al mismo tiempo que sigue sus estudios primarios, ayuda a su padre, labriego de profesión, en las tareas del campo. Durante las jornadas de trabajo, su padre, hombre de gran cultura y un gran aficionado a la literatura, acostumbra a recitarle poemas. El niño los memoriza con una gran facilidad, y ello se traduce en un pronto interés por la lectura y los libros.
Con el inicio de la Segunda Guerra Mundial, su padre emigra a los Estados Unidos. Gracias a un viejo y rudimentario método de aprendizaje del inglés, el pequeño empieza a aprender el idioma.
En 1945, una vez finalizados sus estudios primarios, las penúrias de la posguerra y la falta de medios para continuar estudiando le obligan a irse a Cataluña. Durante dos años y medio, encadena diversos empleos y sufre todo tipo de calamidades. Pasa horas y horas de soledad entre libros en la 'Biblioteca Pública Soler i Palet' de Terrassa, donde descubre un gran número de literatos y poetas de los que no había oído hablar anteriormente.
En 1947, vuelve a su pueblo natal. Pocos meses más tarde, decide volver a Cataluña, esta vez acompañado de sus padres y su hermana menor. Se inicia en la práctica del boxeo amateur y el teatro de aficionados, y encadena numerosas experiencias laborales hasta que consigue un trabajo fijo en una fábrica de hilatura de lana.
En 1953, después de contraer matrimonio, se inicia como autor de literatura popular, y, bajo el seudónimo de Kent Wilson, publica casi un centenar de relatos de western, bélicos, de ciencia ficción y otros géneros. Bajo el asesoramiento del poeta Juan Francisco Abad, perfecciona sus conocimientos de métrica y rima de versos, y aumenta su producción poética iniciada años atrás. Cazorla define la poesía como un auténtico veneno, contra el que todavía hoy no ha encontrado antídoto.
En 1958, decide emigrar a Bélgica, a la región de Lovaina. Allí asiste a clases nocturnas para la obtención de la diplomatura de las lenguas inglesa y francesa, al mismo tiempo que desempeña su actividad laboral como peón de la construcción. A pesar de que las diplomaturas exigen tres años de estudio, sus conocimientos previos le permiten comenzar por el segundo curso, y acortar así el periodo de obtención de las diplomaturas. La carga de trabajo, los estudios y el gélido clima belga inducen al autor a una nostalgia y un refugio constante en los recuerdos de su infancia. De esta época en Bélgica, datan dos de sus novelas escritas en 1959, 'El Pan y la Tierra' y 'Crónica de una herencia', ambas cargadas de referencias a su Andalucía natal, y donde los recuerdos y las inquietudes del autor emergen constantemente. Posteriormente, en 1961, 'El Pan y la Tierra' llegaría a las votaciones finales de un importante premio literario en España.
Ya de vuelta a casa, en 1960, empieza a dedicarse de lleno al ejercicio de la traducción de textos y viaja por todo el mundo como ejecutivo de ventas de una importante empresa textil egarense. Simultániamente, continua con su producción poética, la dedicación al deporte y el teatro aficionado. Colabora con el periódico local, donde, bajo los seudónimos de Sirio y Zora, publica diversos artículos semanales. Participa, también, en la 'Festa de la Poesia' que anualmente se celebra en su ciudad adoptiva, Terrassa. Fruto de su producción poética son dos de los libros que ha publicado, 'Sonetos al hombre' y 'El viento y la memoria', aunque existen muchos otros títulos aún, hoy, inéditos. 
Tras jubilarse, decide establecer de nuevo su residencia en su pueblo natal. Allí empieza a colaborar con distintas entidades culturales locales y es miembro y vocal de la Asociación Cultural Celia Viñas. En 2011, sin embargo, vuelve a  Terrassa, la ciudad donde ha pasado gran parte de su vida, para instalarse de forma definitiva.
Según algunos estudiosos Angel Cazorla es, tras Francisco Villaespesa y Carmen de Burgos (Colombine), el autor almeriense que más páginas ha escrito, teniendo en cuenta las casi ochenta novelas populares, las más de trescientas traducciones, el medio millar de artículos periodísticos y los diversos centenares de poemas. Pero como al final no se trata de la cantidad, si no de la calidad de su obra, podríamos decir que estamos ante uno de los escritores/poetas más importantes de la literatura contemporánea. El tiempo nos dará la razón.

### El Pan y la Tierra
‘’El Pan y la Tierra’’ fue concebida inicialmente como novela en 1959, y en 1961, llegó a la fase final del Premio Planeta de novela, quedando en el octavo puesto. Fue publicada en edición impresa en 1974. 
‘’El Pan y la Tierra’’ es un drama rural que transcurre durante la segunda década del siglo XX en un pueblo de la provincia de Almería. La acción tiene lugar durante la  época gloriosa del cultivo de la famosa ‘’Uva de embarque’’, una variedad autóctona de la zona, originaria de mediados del siglo XIX, y exportada a gran parte de los países europeos y los Estados Unidos. ‘’El Pan y la Tierra’’ es la historia de un pueblo, de sus costumbres, de su  idiosincrasia, y de unos personajes cualesquiera, casi todos ellos pertenecientes a una misma familia, que se mueven entre amores truncados, envidias, odios, pasiones, ..., con la sombra de un destino extraño y caprichoso.

## Obra

### Novela
- El Pan y la Tierra (1959)
- Crónica de una herencia (1959)
- Un puñado de euros (2007)
- Sangre en el zapillo (2010)

### Poesía
- Sonetos al hombre (2000)
- El viento y la memoria (2003)

### Bajo el seudónimo de Kent Wilson

#### Relatos western

##### Publicados por Editorial Bruguera
- Venganza en Oregón (1953)
- El libertador (1954)
- El cazador de hombres (1954)
- El último forajido (1956)
- Rancho condenado (1958)
- El hombre de Kansas
- El delito de Cornel Hower
- Doce muertes en sus colts
- La herencia fatídica
- Herencia para cuatro
- Seis balas para seis
- Manos rápidas

##### Publicados por Editorial Toray
- Mano mortal (1954)
- El parricida (1955)
- Torbellino Rex (1955)
- El salvaje y la dama (1957)
- Ha muerto un valiente (1957)
- Bronco Jeff (1957)
- Un hombre desaparecido (1957)
- Su Alteza el Gunman (1963)
- Plomo por la espalda (1963)
- Dos brutos y medio (1965)
- Trabaja, sepulturero (1966)
- Odio y plomo (1970)
- Tomahawk Jim (1970)
- Un caballero de la Pradera (1970)
- ¡Ha vuelto un gunman! (1970)
- Dos puños y un revólver (1970)
- De profesión aventurero (1971)
- No soy un asesino (1971)
- El hombre de Nueva Orleans (1972)
- ¿Quién mató a Sandy Hamilton?
- Una cuerda para Larry
- ¡Yo soy el más rápido!
- El Vagabundo
- Todos eran forajidos
- Yo tiro a matar
- Con el dedo en el gatillo
- Con la muerte a la espalda

#### Novelas Policiacas
- La fórmula K-9 (1954)
- Espías en Nueva York (1954)

#### Ciencia ficción
- Locos del espacio (1965)
- La llave (1967)

#### Hazañas bélicas
- El indultado (1966)
- El Timorato (1968)

#### Rosa
- Adiós, Laura (1955)
- Aurora en las almas (1957)
- Un novio para Terry
- El salvaje y la dama